# Winfried Spiering

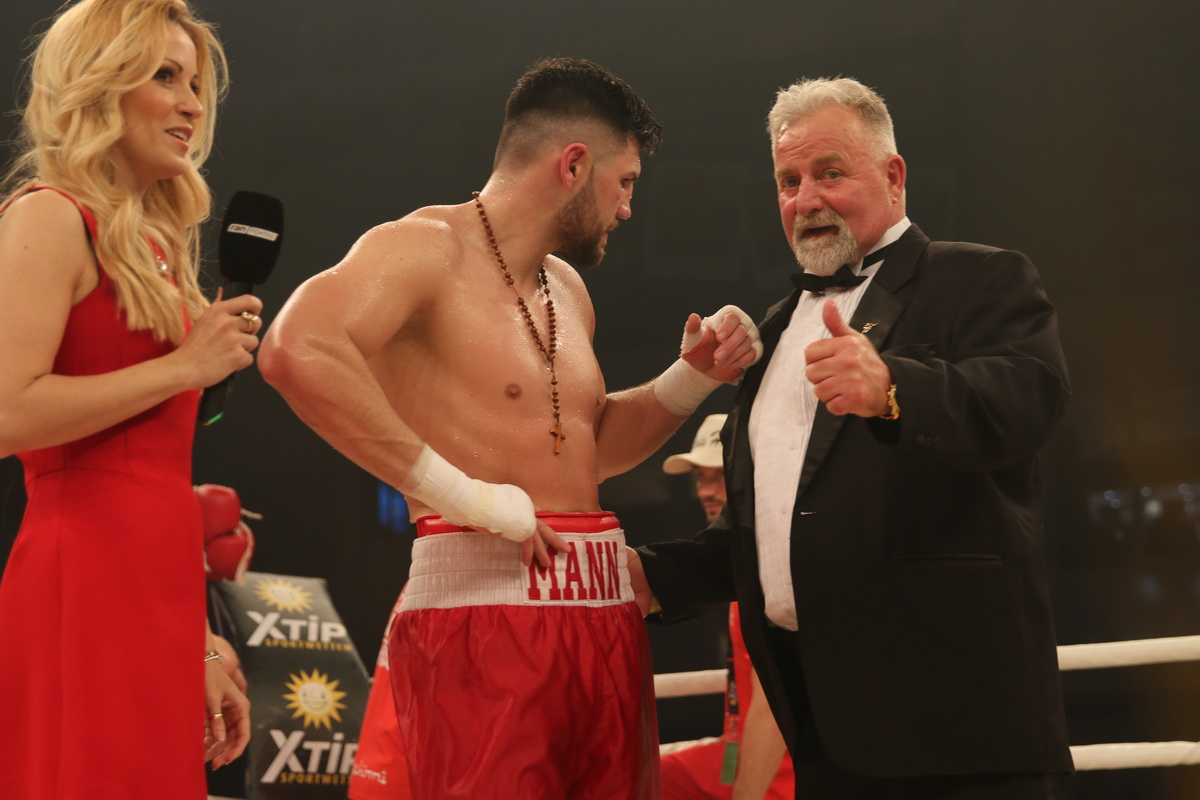
Winfried Spiering (rechts)

Winfried „Winne“ Spiering (* 14. April 1952 in Greifswald, Mecklenburg-Vorpommern) ist ein deutscher Boxpromoter.

## Leben

### Persönliches
Winfried Spiering ist das älteste von vier Kindern des Tischlers und späteren Heimerziehers Karl und seiner Frau Gertrud Spiering. Er besuchte die Käthe-Kollwitz-Schule in Greifswald und absolvierte danach eine Lehre und Meisterprüfung zum Betriebsschlosser. Spiering ist bekannt für seinen ungewöhnlichen und direkten Stil.
Mit 13 Jahren trat er der Boxsektion von Lokomotive Greifswald bei. In dem Verein lernte er den Trainer Fritz Sdunek kennen, mit dem er bis zu dessen Lebensende eng befreundet war. Im Rahmen der Familienzusammenführung seiner zweiten Frau mit ihren Eltern reiste er 1985 aus der DDR aus und ließ sich in Westberlin nieder. Später betrieb er das Kraft- und Fitnessstudio Eisenhaus. Er ist in dritter Ehe mit Donna Spiering verheiratet und Vater von acht Kindern. Aktuell (2024) wohnen sieben bei ihm am Berliner Müggelsee. Seine Passionen sind der Boxsport, die Geschichte der Wikinger sowie deren Göttersagen.

### Karriere als Box-Promoter

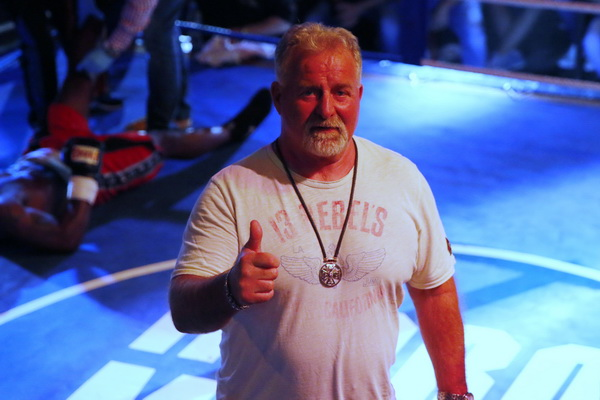
Winfried Spiering – Chef des Wiking Boxteams

1985 entwickelte er das Eisenhaus zu einem Box-Stall. Er gab ihm den Namen das „Wiking Boxteam“.  Spiering hat ein Gespür für Talente. Sein Ziel war es, mit seinen Veranstaltungen eine Plattform zu schaffen, auf der sich eigene und Faustkämpfer aus anderen Promotionen/Managements einem breiten Publikum präsentieren konnten. Zu seiner ersten Veranstaltung kam er nahezu beiläufig. Spiering diskutierte mit Boxmanager Michael Pohl, wie dessen Schützling Ralf Rocchigiani in Position für einen WM-Kampf zu bringen wäre. Die logische Konsequenz: Rocchigiani musste in den Verbandsranglisten steigen. Dafür organisierte Spiering am 25. April 1992 die erste Wiking-Boxnacht in der Spielhalle des Berliner TSC in Friedrichshain, bei der Ralf Rocchigiani im Hauptkampf den Holländer John Held bezwang.
Im Mai 2019 brachte Pedro Carrion Spiering die kubanischen Boxer William Scull und Lenier Pero zur Kenntnis und holte sie für mehrere Probekämpfe nach Deutschland. Am 24. Mai 2019 nahm er sie unter Vertrag. Im Mai 2020 wechselte Scull ablösefrei zum Berliner Boxstall AGON SPORTS & EVENTS. von Ingo Volckmann. Spiering entsprach anschließend Peros Wunsch, ihn aus seinem Vertrag zu entlassen, da er nach Miami wechseln wollte.

#### Wichtige Ereignisse
- 25. April 1992: Erste Großveranstaltung in der Berliner TSC-Spielhalle. Andy Marks gewinnt den ersten Meistertitel für das Wiking Boxteam.[3]
- 2. Oktober 1992: Zweite Großveranstaltung  und erste Weltmeisterschaft in der Berliner Deutschlandhalle. Tyrone Booze besiegt Ralf Rocchigiani.[1][6]
- 27. November 1992: Dritte Wiking Großveranstaltung  in Suhl. Nach der WM-Niederlage gegen Tyrone Booze soll Rocchigiani  erneut für einen WM-Kampf aufgebaut werden.
- 17. Juli 2004: Wiking Boxer Sebastian „Hurrikan“ Sylvester bezwingt den späteren SES-Boxing Trainer Dirk Dzemski und wird Internationaler Deutscher-Meister des BDB und NBA-Welttitelträger.[7]
- 16. Oktober 2004: Nico Salzmann besiegt Ondra Skala und wird WBC-Junioren-Weltmeister im Leichtgewicht.[8]
- 1. November 2008: Sebastian Sylvester unterliegt Felix Sturm im WM-Kampf nach Version der WBA. Nach der Niederlage wechselt Sylvester in das Sauerland Team.[9][10]
- 28. Oktober 2016: Elvis Hetemi wird im Zirkus Europa gegen Steve Krökel neuer Deutscher Meister im Halbschwergewicht.[11]
- 18. November 2016: Ronny Mittag besiegt in der Londoner Wembley Arena Conrad Cummings und wird neuer IBF-Intercontinental-Champion. Im Hauptkampf kollabiert Wikings Eduard Gutknecht in der Kabine nach einer Niederlage gegen George Groove um die WBA-Intercontinental-Meisterschaft. Seitdem ist Gutknecht auf Pflege angewiesen. Für Spiering ist es die „größte Tragödie in der Teamgeschichte“.[12][13]
- 30. Juni 2017: Angelo Frank sichert sich gegen den Kubaner Ericles Torres Marin die IBO-International-Championship.[14]
- 8. Juli 2017: Artur Mann bezwingt Leon Harth und wird neuer WBO-Intercontinental-Champ im Cruisergewicht.[15][16]

#### Athleten des Wiking Boxteams
(Eingetragen am 30. Januar 2024)
- Ünsal Arik
- Pedro Carrión
- Angelo Frank
- Eduard Gutknecht
- Elvis Hetemi
- Artur Mann
- Ronny Mittag
- Lenier Pero
- John Ruiz
- Nico Salzmann
- William Scull
- Sebastian Sylvester
- Henry Weber

### Ehrenamtliches Engagement
Am 20. Februar 2018 folgte die Gemeindevertretung von Zinnowitz Ulli Wegners und Winfried Spierings Eingabe, die Sporthalle der Sportschule Zinnowitz zu Ehren ihres Freundes und Wegbegleiters in Fritz-Sdunek-Halle umzubenennen. Seitdem veranstaltet Spiering in Zinnowitz jährlich im September das Fritz Sdunek Memorial als Gedenkveranstaltung. Das Turnier besteht aus einem Amateur- und einem Profiteil, um so an Sduneks Erfolge in beiden Boxdomänen zu erinnern.
Im August 2018 gründete Spiering den Amateurclub Wiking-Winner-Förder-Team OVP e.V. in Wolgast. 2020 übernahm der Verein die Ausrichtung des verwaisten Ostseepokals und entwickelte ihn zu einem international beachteten U-15-Nachwuchsturnier.